# Rudolf
Rudolf je moško osebno ime.

## Izvor imena
Ime Rudolf izhaja iz nemščine. Razlagajo ga kot zloženko iz starovisokonemških besed hrōd, hroud v pomenu besede »slava«  in wolf »volk«.

## Različice imena
- moške različice imena: Dolfe, Dolfek, Dolfi, Rolf, Rudi, Rudko, Rudo
- ženske različice imena: Rudolfa, Rudolfina

## Tujejezikovne različice imena
- pri Francozih in Špancih: Raul oz. Raúl
- pri Italijanih in Ukrajincih?: Rodolfo
- pri Nemcih: Rudolf/Rudolph?; skrajšane oblike: Dolf, Rolf, Ralf?
- pri Angležih: Rudolph (Ralph?), Rudy

## Pogostost imena
Po podatkih Statističnega urada Republike Slovenije je bilo na dan 31. decembra 2007 v Sloveniji število moških oseb z imenom Rudolf: 3.510. Med vsemi moškimi imeni pa je ime Rudolf po pogostosti uporabe uvrščeno na 72. mesto.

## Osebni praznik
V koledarju sta zapisana dva Rudolfa; prvi je Rudolf mučenec god 17. aprila, ki umrl v 13. stol.; drugi je Rudolf škof, † 17. oktobra okoli leta 1061.

## Priimek nastal iz imena
Rudolf je tudi pogost priimek. Po podatkih Statističnega urada Republike Slovenije je bilo na dan 31. decembra 2007 v Sloveniji 837 oseb, ki so nosile ta priimek.

## Zanimivost
Rudolf je bilo tudi ime več habsburških vladarjev. Med najbolj znanimi je bil Rudolf IV. Ustanovitelj, vladar habsburških dežel.  Leta 1365 je ustanovil dunajsko univerzo in mesto Rudolphswerth, slovensko Rudolfovo, kasnejši Neustadt, sedaj Novo mesto.

## Znane osebe
- Rudolf Maister, slovenski general in pesnik
- Rudolf Diesel, nemški izumitelj in strojni inženir,
- Rudolf Julius Emmanuel Clausius, nemški matematik in fizik
- Rudolf Caracciola, nemški dirkač italijanskega rodu